# Giba
Giba (Giba in sardo) è un comune italiano di 1 909 abitanti della provincia del Sulcis Iglesiente. Si trova nella zona sud-occidentale dell'isola, nell'antica subregione storica del Sulcis. Il comune comprende il centro abitato di Giba e la frazione di Villarios.
Giba si snoda principalmente attorno a due importanti strade; la statale 293 che inizia dal bivio Villasanta, sulla statale 131, e si conclude al centro del paese, e la Strada statale 195 Sulcitana, l'antica via di congiunzione tra Karalis e Sulki. Dista 70 km da Cagliari e pochi chilometri dalle spiagge del basso Sulcis, come la spiaggia di Porto Pino o la costa di Teulada.
Villarios si trova su un'altura a 5 km ad ovest di Giba, dalla quale si può ammirare l'intero arcipelago del Sulcis e il golfo di Palmas.

## Geografia fisica

### Territorio
Il centro abitato di Giba si trova adagiato in pianura ad una quota di 59 metri sul livello del mare, circondato da basse colline in un territorio vocato all'agricoltura ed all'allevamento, attività fondamentali per l'economia locale.
A nord dell'abitato si trova il lago artificiale di Montepranu, originatosi da uno sbarramento costruito negli anni cinquanta per scopi irrigui, dove è possibile praticare la pesca. A sud-est del paese, in prossimità del confine con Masainas, si trova la località di Semuras, zona collinare fittamente ricoperta dalla macchia mediterranea e dove sono presenti molti esemplari secolari di olivo.
Nel golfo di Palmas vi è una piccola spiaggia (Porto Botte) ed una zona palustre costiera che rappresenta l'habitat naturale di animali come il fenicottero rosa, gli aironi, il cavaliere d'Italia, la garzetta, l'avocetta, il pollo sultano ed il falco di palude.
- Classificazione sismica: zona 4 (sismicità irrilevante), Ordinanza PCM n. 3274 del 20/03/2003[4]
- Classificazione climatica: zona B, 833 GG[5]

### Cale, coste e spiagge del Comune
Nel litorale del Comune di Giba, partendo da nord verso sud, si hanno le seguenti cale, coste e spiagge più conosciute:
- Spiaggia Punta Mulargia (cioè: Punta Luogo dei Muli)
- Spiaggia di Porto Botte
- Spiaggia Vecchio lido di Porto Botte
- Spiaggia Sa Salina o Sa Sarina (cioè La Salina)

## Storia

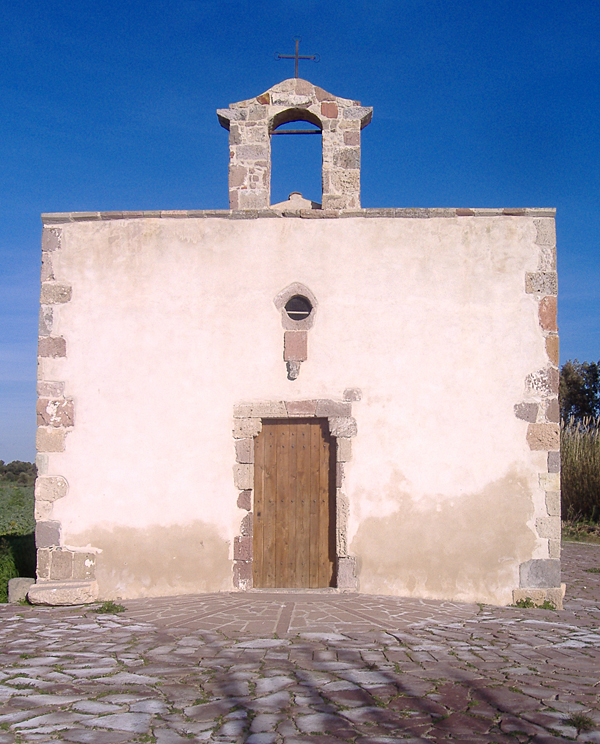
Chiesa di Santa Marta

Il territorio venne frequentato dall'uomo sin dall'epoca neolitica e nuragica, come testimoniano le domus de janas, i numerosi nuraghi e le tombe dei giganti presenti nella zona. Fra i siti di maggiore interesse vi è il complesso nuragico di Meurra. Oltre al nuraghe Meurra ve ne sono numerosi altri, molti dei quali diroccati e prevalentemente monotorre.
I Fenici durante i loro spostamenti da Karalis (l'attuale Cagliari) verso Sulki (l'attuale Sant'Antioco) percorrevano una strada che corrisponde all'incirca all'attuale statale 195, ed i Cartaginesi, con i loro drappelli armati, attraversavano il paese provenienti da monte Sirai e diretti verso Pani Loriga dove avevano costruito delle cittadelle fortificate per controllare la viabilità principale; i romani sfruttarono i fertili terreni per produrre grano e cereali.
In seguito alla caduta dell'Impero romano d'Occidente la Sardegna passò sotto il controllo dei Vandali, che depredavano il territorio e utilizzavano le coste come porti per controllare la zona, e poi dei Bizantini.
Verso il 1000 i monaci benedettini diedero nuovi impulsi alla comunità, insegnarono nuove tecniche per lo sfruttamento terriero e si proposero come guide spirituali. Costellarono il territorio di monasteri e costruirono varie chiese, tra le quali la chiesa di Santa Marta, a Villarios, (alcuni scritti ne testimoniano l'esistenza già nel 1066) e la chiesa di San Giorgio di Tului, completamente distrutta. All'epoca la villa di Giba (termine sardo che significa collina) faceva parte del giudicato di Cagliari, nella curatoria di Sulcis. Nel 1122, a causa delle incursioni piratesche, il vescovo dovette fuggire da Sant'Antioco per dimorare, per un breve periodo, presso la chiesa di Santa Maria di Palma (risalente all'XI secolo, come la chiesa di Santa Marta) (ma non vi sono fonti documentarie che testimoniano tale "fuga") per poi trasferirsi a Tratalias in seguito alla costruzione, avvenuta nel 1213, della chiesa di Santa Maria (fermo restando che la sede della Diocesi era nella chiesa di Sulci dove era sepolto il corpo del martire patrono).
Nel periodo in cui rimase interdetto il porto di Sant'Antioco venne allestito e frequentato un porto nella località di Porto Botte, il Porto Sulcitanum, dove nel 1323 approdarono gli Aragonesi con una poderosa flotta guidata dall'infante Alfonso d'Aragona. Essi cinsero d'assedio Villa di Chiesa e Cagliari Castrum, sconfissero i Pisani e iniziarono il loro dominio sulla Sardegna che durò 400 anni. Nel censimento stilato dagli Aragonesi nel 1323 Giba contava 60 "fuochi" (famiglie), per un totale di circa 300 abitanti; nel 1355 Giba inviò i suoi rappresentanti all'assemblea parlamentare tenuta dagli Aragonesi a Cagliari, alla quale parteciparono i rappresentanti degli ecclesiastici, i feudatari ed i rappresentanti delle città regie e degli altri centri abitati. Gli scritti pisani attestano, oltre alla presenza di una chiesa dedicata a san Giorgio, risalente all'XI secolo come la chiesa di Santa Marta, anche l'esistenza di un castello andato ormai completamente distrutto.
In seguito al trasferimento della sede vescovile ad Iglesias, nel 1503, la zona entrò in un periodo di decadenza e spopolamento e del quale non si hanno molte notizie. Nel XVI secolo, a Villarios venne costruita una torre d'avvistamento, per controllare eventuali scorrerie nel Golfo di Palmas, che si può ancora ammirare nei pressi del paese. Giba e Villarios, in seguito, vennero più volte infeudati ai vari Baroni e Marchesi dell'epoca: nel 1647 Giba formò con Villarios, Masainas e Sant'Anna Arresi il Marchesato di Villarios, dato in feudo a Francesco Amat di San Filippo; il marchesato fu riscattato agli Amat nel 1839 con la soppressione del sistema feudale, e i singoli paesi divennero comuni indipendenti tra loro. 
Verso la fine dell'Ottocento alcune famiglie cominciarono a trasferirsi nel paese attuale, in zona San Pietro, ma qualche famiglia ha continuato a vivere a Tului sino alla fine degli anni cinquanta; dell'antico paese ormai restano solo pochi ruderi, alcuni dei quali sommersi dall'acqua. Nel 1891 il territorio di Giba venne attraversato da una ferrovia, che veniva utilizzata per il trasporto del carbone e dei distillati del legno che venivano prodotti nella foresta Pantaleo (Santadi) dalla società francese Forges. Dal molo di Porto Botte venivano caricati i velieri che facevano la spola con i porti di Marsiglia e Tolone. Giba entrò a far parte del comune di Villarios nel 1853. Nel 1858 Giba possedeva una chiesa parrocchiale e ottenne un sussidio di 300 lire dal governo per la realizzazione di una scuola. Nel 1875 Masainas diventò sede municipale e Giba divenne frazione del nuovo comune. Il 30 marzo 1928, con atto deliberativo del podestà, Giba divenne comune autonomo accorpando Villarios, Masainas, Sant'Anna Arresi e Piscinas. Masainas diventò comune autonomo nel 1975, Sant'Anna Arresi nel 1965 e Piscinas nel 1988. Una parte dell'antica Giba si trovava più a nord rispetto alla posizione attuale, in una zona denominata "Tului" che ora appartiene al comune di Tratalias, e che in precedenza era parte della baronia di Villaperuccio.

### Simboli
Lo stemma e il gonfalone del comune di Giba sono stati concessi con decreto del presidente della Repubblica del 22 luglio 1991. Lo stemma si blasona:
Il gonfalone è un drappo partito di verde e di bianco.

## Monumenti e luoghi d'interesse

### Architetture religiose

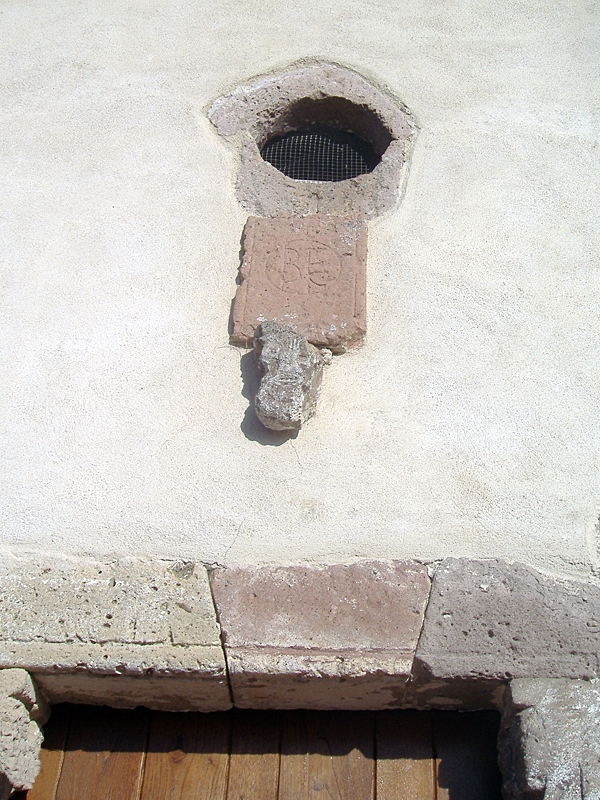
Particolare architettonico della chiesa di Santa Marta

- La chiesa di Santa Marta si trova nella zona dove sorgeva l'abitato antico del paese di Villarios, di cui questa chiesetta romanica è uno dei pochissimi edifici superstiti.

La sua costruzione risale all'XI secolo (alcuni scritti ne testimoniano l'esistenza già nel 1066) e faceva parte delle chiese del vescovato del Sulcis come le chiese di Santa Maria di Palmas, di Santa Maria di Flumentepido e di San Giorgio di Tului.

### Siti archeologici
Nel territorio di Giba sono presenti parecchie testimonianze della presenza dell'uomo sin dai periodi neolitico e nuragico. Molte di queste testimonianze sono andate perdute, e nonostante la rilevante importanza di tali reperti non si è ancora provveduto a eseguire approfonditi studi e a recuperane almeno una parte. In territorio di Giba sono presenti i seguenti siti archeologici:
- le domus de janas, risalenti al 3000 a.C., di cui una non visitabile perché ricoperta, in attesa di ulteriori scavi, al fine di evitare saccheggi e atti di vandalismo;
- numerosi nuraghi, risalenti al 1600 a.C., all'incirca una decina, tra cui il complesso nuragico di Meurra;
- le tombe dei giganti, di cui una vicina al nuraghe Meurra ed altre due, probabilmente tre, nel territorio di Villarios.

Numerose anche le tracce dei Fenici e dei Cartaginesi: parecchie le tombe ritrovate nelle campagne, ormai non più visitabili, i cui reperti sono stati catalogati e conservati nei musei oppure saccheggiati da privati. Del periodo romano restano il basamento di un ponte, i resti di una strada e due ville con terme, di cui una in località Bettiani, denominata "Sa Cresiedda", e l'altra in località "Is Concias".

#### Nuraghe Meurra
Il complesso nuragico di Meurra è posto ai confini tra Giba, Tratalias e San Giovanni Suergiu. Si tratta di un nuraghe complesso databile intorno al XII secolo a.C., in ottime condizioni; nei dintorni vi sono i resti di un villaggio nuragico, un pozzo sacro ed una tomba dei giganti, parzialmente distrutti e sommersi dalle acque nell'invaso di Montepranu. Pur essendo un monumento di grande interesse, è ancora in attesa di essere valorizzato con futuri progetti di scavo e studio.

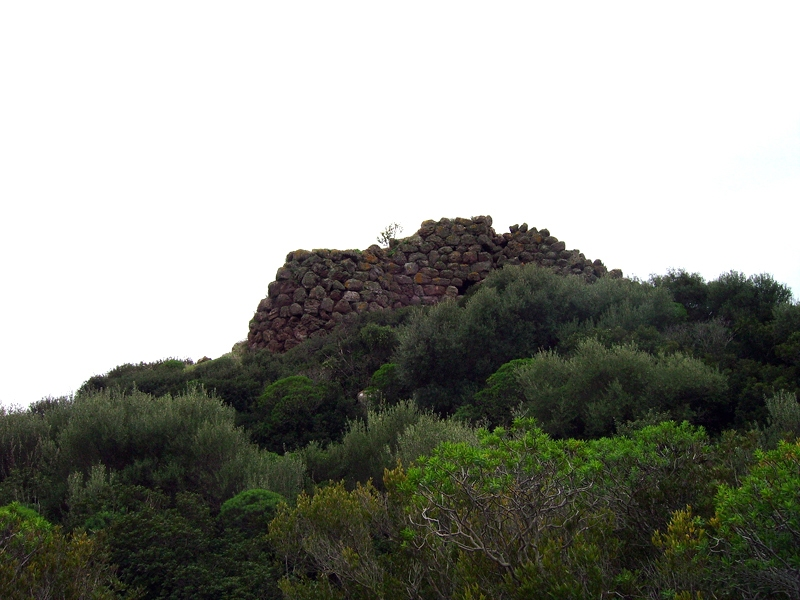
Nuraghe Meurra
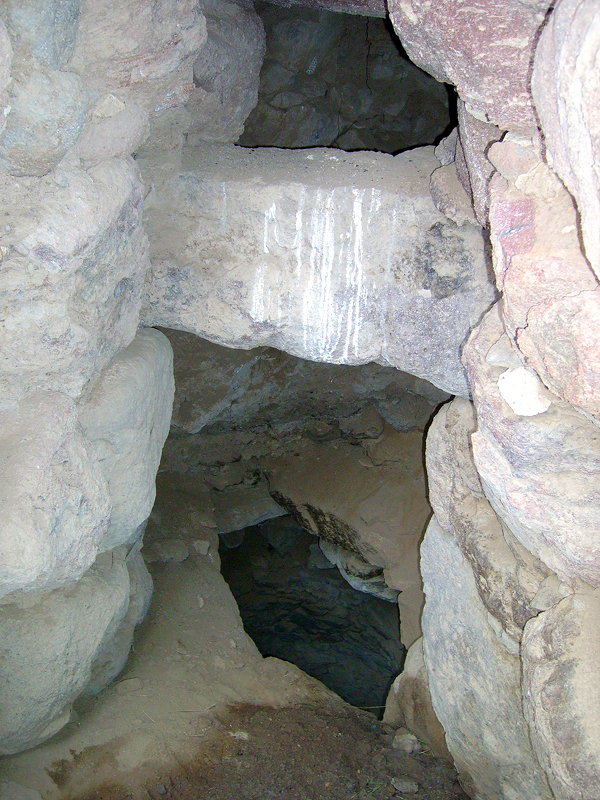
Interno del Nuraghe Meurra

## Società

### Evoluzione demografica
Abitanti censiti

### Lingue e dialetti
La variante del sardo parlata a Giba è il campidanese sulcitano.

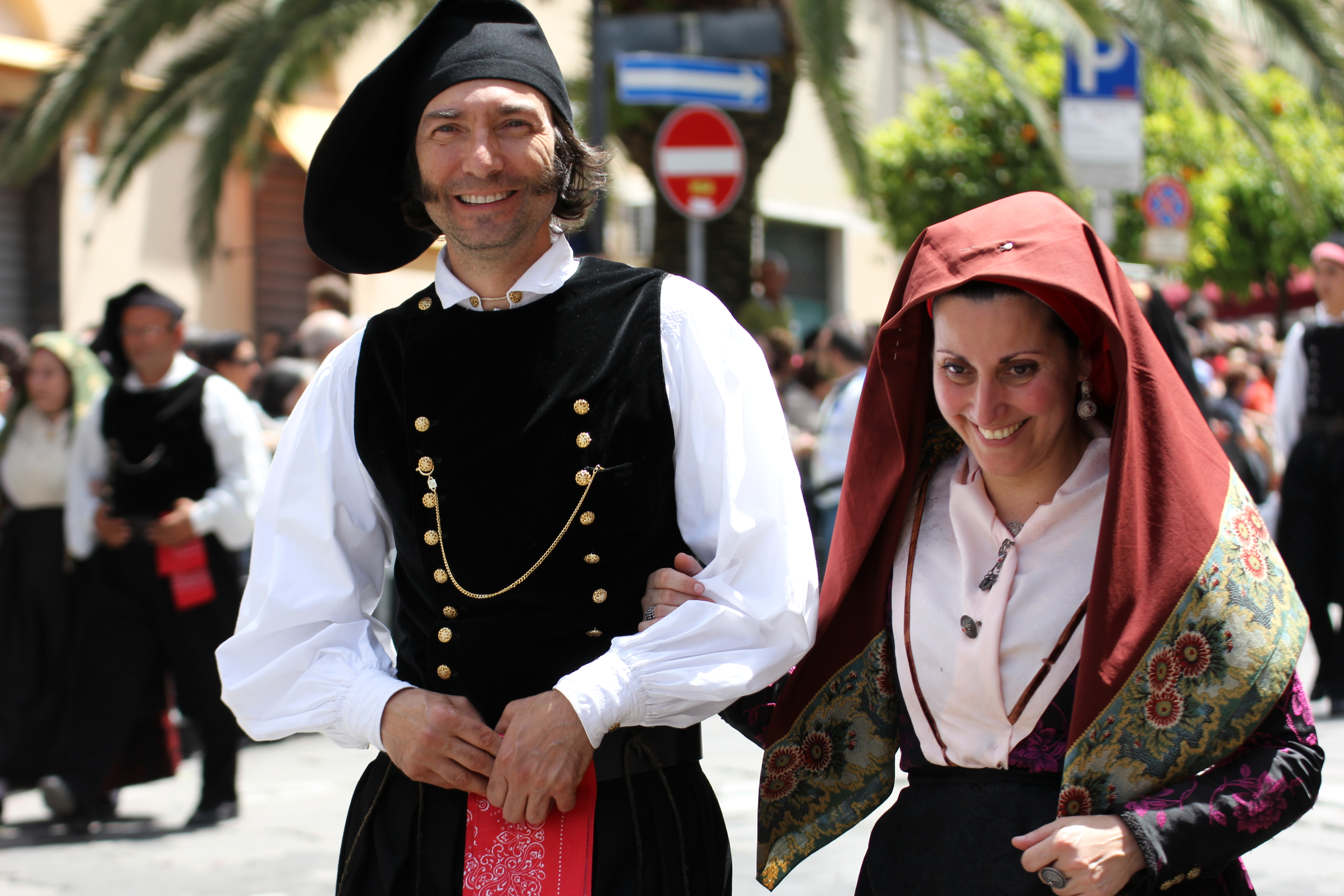
Costumi tradizionali di Giba

### Tradizioni e folclore

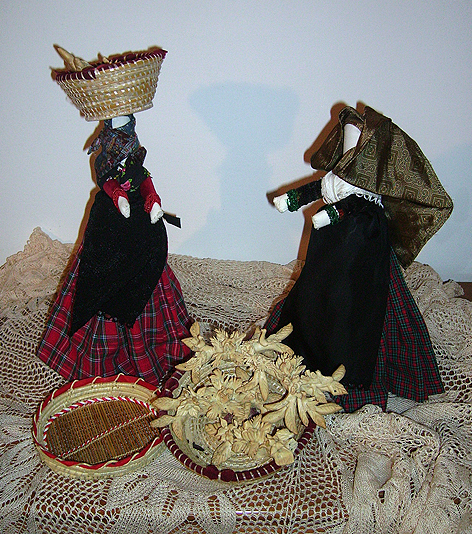
Pippiasa de canna.

- A Giba, il 29 giugno, si svolgono i festeggiamenti in onore di San Pietro Martire. Un tempo la festa si svolgeva con la processione dalla chiesa nuova alla vecchia chiesa campestre sulle rive del lago di Monte Pranu. Da molti anni i festeggiamenti religiosi si svolgono interamente nella chiesa nuova ed il simulacro del Santo viene portato in processione passando, per un breve tratto, dopo aver attraversato la piazza a lui dedicata, lungo la strada che porta al lago, per ricordare proprio il vecchio tragitto. Si celebra una messa di mattina e una di pomeriggio, seguita da una solenne processione che accompagna il Santo Patrono per le vie del paese, seguita da un corteo di persone in costume tradizionale, gruppi folcloristici, cavalieri e banda musicale. Il Santo viene portato in spalla da quattro uomini vestiti in costume. I festeggiamenti civili possono durare da uno a tre giorni e consistono in spettacoli serali di tipo folcloristico e musicale, e si svolgono in Piazza San Pietro, in prossimità della chiesa.
- Nella prima decade di agosto di svolge la Sagra del Pane
- La seconda domenica di settembre hanno luogo i festeggiamenti in onore della Beata Vergine del Rimedio. Le celebrazioni si articolano in tre giornate: sabato sera (Santa Messa in onore della Santa), domenica sera (Santa Messa e prima processione per una parte del paese) e lunedì sera (Santa Messa e seconda processione per le vie del centro). Nei tre giorni (alcuni anni i festeggiamenti civili vengono prolungati anche al martedì) nella piazza del paese hanno luogo i festeggiamenti civili.
- Nella frazione di Villarios, il 19 marzo si festeggia San Giuseppe sposo della Beata Vergine ed il 29 luglio Santa Marta.

## Cultura

### Cucina

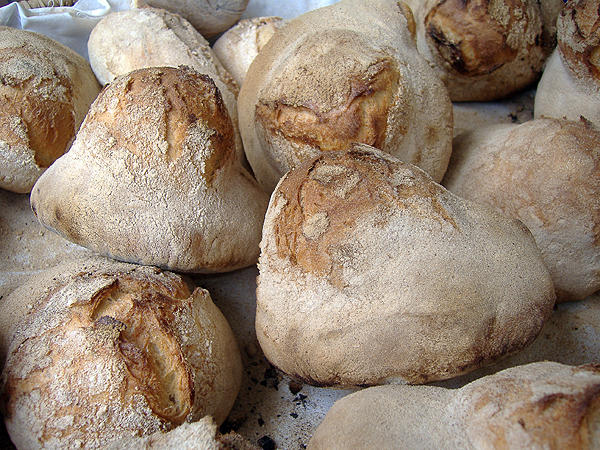
Civraxiu.

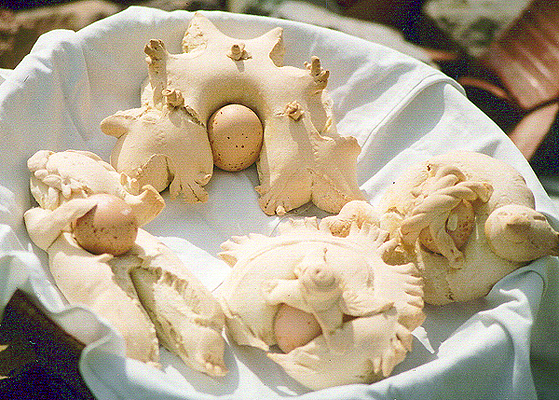
Coccoi cun s'ou.

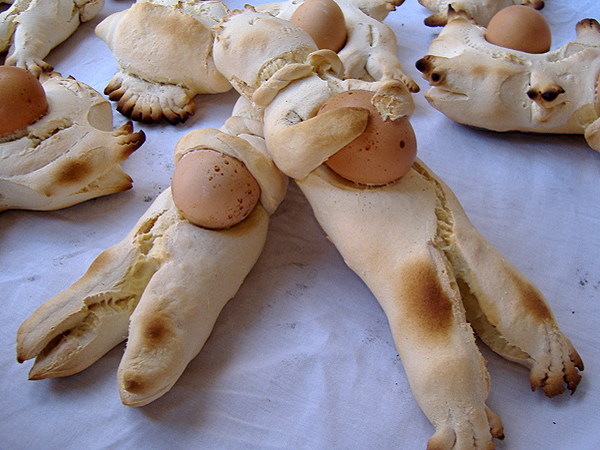
Pippia cun s'ou.

La cucina locale si caratterizza per i dolci, il pane, i formaggi, gli ortaggi, soprattutto pomodori e carciofi, ed il vino.
Per quanto riguarda i primi piatti troviamo vari tipi di pasta: mallareddus, curroxionis (ravioli di ricotta e bietola), sappueddus (pasta di farina integrale), pillus (pasta ottenuta dagli avanzi della pasta dei ravioli), macciamurru (zuppa di pane civraxiu tagliato a fette ammorbidito con brodo di carne e pecorino grattugiato e cotto al forno) ed i legumi, soprattutto fave. Per i secondi piatti, arrosti di vari tipi di carne (agnello, pecora, maiale, cinghiale) o pesce, agnello in umido con i carciofi e pollo ripieno.
Il pane è ancora preparato con i forni tradizionali; molte famiglie possiedono un forno a legna tradizionale e preparano il pane in casa. Esistono vari tipi di pane, diversi in base alla stagione e all'occasione in cui erano preparati. Su civraxiu era il pane giornaliero, preparato con la semola o con la farina integrale (civraxiu nieddu). Su coccoi, pane di semola lavorato con delle punte, veniva preparato in occasioni di festività come Natale, Pasqua, battesimi e matrimoni; più era importante l'occasione più veniva decorato, e prendeva il nome di coccoi pintau. Per Pasqua si preparava su coccoi cun s'ou, pane coccoi con un uovo al centro, e sa pippia cun s'ou, bambolina di pane con un uovo in corrispondenza della pancia (era un simbolo di maternità, di buon auspicio per le donne). Per la giornata dei morti, veniva preparato su pani se saba, pane condito con Sa saba (marmellata di uva) farcito con noci e mandorle, e guarnito con saba (marmellata di fico d'India) e palline di zucchero colorate (tragera). In base al periodo si preparavano dei tipi di pane conditi con ortaggi e prodotti di stagione: pani cun tamatiga (pomodoro), pani cun oria (olive), pani cun fa (fave), pani cun gerda (pezzetti di carne di maiale), pani cun arriscottu (ricotta), pani cun cipudda (cipolla), pani cun casu (formaggio fresco), pani cun pabassa (uva passa).
I dolci tipici sono: amaretti, pistoncus (dolci ricoperti di glassa), gatteaux, pabassinas (dolce con marmellata d'uva), gueffus (dolci di mandorla e zucchero), piricchittus (dolci ricoperti di glassa al limone) e le pardulas, con ripieno di formaggio e dalla particolare forma "a rosa"; fatta una striscia di pasta, si mette sopra il ripieno e si avvolge il tutto su se stesso sino ad ottenere una forma che ricorda vagamente una rosa.

## Geografia antropica

### Frazioni
- Cannigonis
- Porto Botte
- Villarios

## Economia
L'economia si basa sulla pastorizia e l'agricoltura. Il comparto zootecnico e caseario produce formaggi e carni di pecora e agnello. Le coltivazioni agricole producono carciofi e, grazie alla grande superficie serricola, ortaggi e, in particolare, il pomodoro da mensa. Alla produzione agricola concorre anche l'olivicoltura e, soprattutto, la viticoltura; dall'uva del vitigno Carignano del Sulcis si produce l'omonimo vino conosciuto a livello internazionale.

### Artigianato

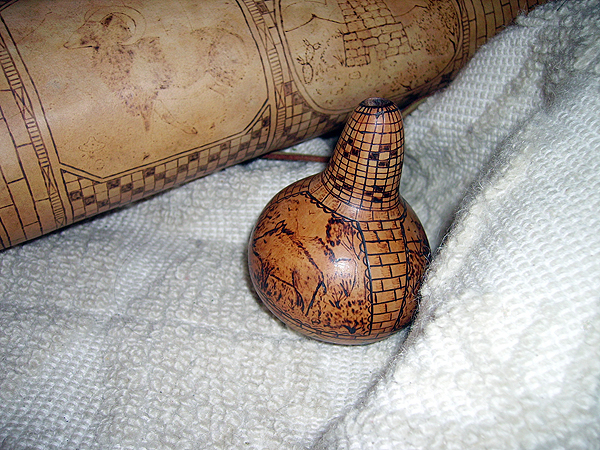
Zucchine decorate a fuoco.

L'artigianato è diffuso a livello familiare. È particolarmente sviluppato l'artigianato tessile. Moltissime persone possiedono un telaio artigianale e vengono confezionati tappeti, arazzi, cuscini, coperte e asciugamani, conosciuti e apprezzati in tutto il mondo.
Vi sono molti artigiani che producono coltelli, cestini e ricami. Si producono anche oggetti particolari e interessanti come Is Pippias de Canna, bamboline con il corpo di canna vestite con il costume tradizionale, oppure le zucchine decorate a fuoco, utilizzate dagli uomini come borraccia con il costume. Esiste inoltre un tipo d'artigianato che riguarda la confezione del costume: sono poche, infatti, le sarte capaci di confezionare un intero abito tradizionale. Vi è però un buon numero di persone capaci di produrre pizzi a mano, ricami e confezionare a mano elementi particolari del costume.

## Amministrazione
| Periodo         | Periodo         | Primo cittadino | Partito                               | Carica  | Note |
| --------------- | --------------- | --------------- | ------------------------------------- | ------- | ---- |
| 1º giugno 2015  | 26 ottobre 2020 | Andrea Pisanu   | Lista civica "Giba e Villarios uniti" | Sindaco |      |
| 26 ottobre 2020 | in carica       | Andrea Pisanu   | Lista civica "Giba e Villarios uniti" | Sindaco |      |